# 구쓰카와역
구쓰카와역(일본어: 久津川駅)은 일본 교토부 조요시에 위치한 긴키 닛폰 철도 교토 선의 철도역이다. 역 번호는 B 13이며, 상대식 승강장 2면 2선의 구조를 갖춘 지상역이다.

## 타는 곳
| 1 | B 교토 선 | 하행 | 신타나베 · 야마토사이다이지 · 나라 · 덴리 · 가시하라진구마에 · 요시노 · 오사카난바 방면 |
| 2 | B 교토 선 | 상행 | 오쿠보 · 단바바시 · 교토 · 교토 국제회관 방면                                           |

## 이용 현황
- 2005년 11월 8일 : 8,278명
- 2008년 11월 18일 : 8,221명
- 2010년 11월 9일 : 7,714명
- 2012년 11월 13일 : 7,476명
- 2015년 11월 10일 : 7,250명

## 역 주변
- 구쓰카와 구루마즈카 고분
- 구쓰카와 고분군
- 히라이 신사

## 인접 역
| 긴키 닛폰 철도 B 교토 선 | 긴키 닛폰 철도 B 교토 선 | 긴키 닛폰 철도 B 교토 선         |
| ------------------------ | ------------------------ | -------------------------------- |
| B12 오쿠보 교토 방면     | B 교토 선                | 데라다 B14 야마토사이다이지 방면 |